# Ausmünzungsbilanz
Die Ausmünzungsbilanz eines Landes bzw. eines Zeitabschnittes beinhaltet – ähnlich einer kaufmännischen Bilanz – die Gewinn- und den Verlustgegenüberstellung bei der "Herstellung und Ausgabe" der Landeswährung, d. h. z. B., dass die Scheidemünzen oder gar das Papiergeld in ihrer Herstellung und Vertrieb einen hohen Gewinn (= Schlagschatz) im Vergleich zum emittierten Nennwert erbrachten und Kurantmünzen eher keinen Schlagschatz erwirtschafteten, da hier die Prägekosten etc. nicht als Feinmetallverringerung im Vergleich zum Nennwert in Abzug gesetzt wurden. Im Gegenteil – es kosteten die letzten deutschen goldenen Kurantmünzen, das 20- und das 10-Markstück, mehr als sie dem Staat "einbrachten", da der deutsche Staat diese Münzen z. B. nach Abnutzung und dem damit verbundenen Gewichtsverlust, also bei Unterschreitung des Remendiums, kostenlos über die Reichsbank aus dem Geldverkehr zog und sie durch neue, vollgewichtige Goldmünzen ersetzte. Dies tat z. B. Großbritannien mit seinen Goldmünzen nicht.